# NGC 2341
NGC 2341 é uma galáxia espiral (Sc/P) localizada na direcção da constelação de Gemini. Possui uma declinação de +20° 36' 12" e uma ascensão recta de 7 horas, 09 minutos e 12,0 segundos.
A galáxia NGC 2341 foi descoberta em 10 de Novembro de 1864 por Albert Marth.